# Спортивная гимнастика на летних Олимпийских играх 1976
В соревнованиях по спортивной гимнастике на летних Олимпийских играх 1976 года странам-участницам было разрешено иметь не более трёх спортсменов в каждом финале по многоборью и не более двух — в каждом финале на снарядах. Это противоречивое решение не дало возможности принять участие в финалах многим спортсменам из сильных команд. Кроме того, впервые количество стран, которым разрешалось выставить для командных состязаний полные команды из шести человек, было ограничено до 12; решение о том, какие именно страны попадут в эту дюжину, принималось по итогам предыдущего чемпионата мира.

## Общий медальный зачёт
| Место | Страна  | Золото | Серебро | Бронза | Всего |
| ----- | ------- | ------ | ------- | ------ | ----- |
| 1     | СССР    | 7      | 8       | 2      | 17    |
| 2     | Япония  | 3      | 4       | 3      | 10    |
| 3     | Румыния | 3      | 2       | 3      | 8     |
| 4     | Венгрия | 1      | 0       | 1      | 2     |
| 5     | ГДР     | 0      | 1       | 3      | 4     |
| 6     | Франция | 0      | 0       | 1      | 1     |
| 6     | ФРГ     | 0      | 0       | 1      | 1     |
| 6     | США     | 0      | 0       | 1      | 1     |
| Итого | Итого   | 14     | 15      | 15     | 44    |

## Медалисты

### Мужчины
| Дисциплина            | Золото                                                                                                  | Серебро | Бронза                                                                                          |
| --------------------- | --- | --- | ----------------------------------------------------------------------------------------------- |
| Командное первенство  | Япония · Савао Като · Мицуо Цукахара · Хироси Кадзияма · Эйдзо Кэммоцу · Хисато Игараси · Сюн Фудзимото | СССР · Александр Дитятин · Николай Андрианов · Геннадий Крысин · Владимир Маркелов · Владимир Марченко · Владимир Тихонов | ГДР · Роланд Брюкнер · Райнер Ханшке · Бернд Йегер · Вольфганг Клоц · Луц Мак · Михаэль Николаи |
| Абсолютное первенство | Николай Андрианов СССР                                                                                  | Савао Като Япония | Мицуо Цукахара Япония                                                                           |
| Вольные упражнения    | Николай Андрианов СССР                                                                                  | Владимир Марченко СССР | Питер Кормэнн США                                                                               |
| Конь                  | Золтан Мадьяр Венгрия                                                                                   | Эйдзо Кэммоцу Япония | Николай Андрианов СССР                                                                          |
| Конь                  | Золтан Мадьяр Венгрия                                                                                   | Эйдзо Кэммоцу Япония | Михаэль Николаи ГДР                                                                             |
| Кольца                | Николай Андрианов СССР                                                                                  | Александр Дитятин СССР | Дэнуц Греку Румыния                                                                             |
| Опорный прыжок        | Николай Андрианов СССР                                                                                  | Мицуо Цукахара Япония | Хироси Кадзияма Япония                                                                          |
| Брусья                | Савао Като Япония                                                                                       | Николай Андрианов СССР | Мицуо Цукахара Япония                                                                           |
| Перекладина           | Мицуо Цукахара Япония                                                                                   | Эйдзо Кэммоцу Япония | Эберхард Гингер ФРГ                                                                             |
| Перекладина           | Мицуо Цукахара Япония                                                                                   | Эйдзо Кэммоцу Япония | Анри Бёрьо Франция                                                                              |

### Женщины
| Дисциплина            | Золото                                                                                                  | Серебро | Бронза                                                                                              |
| --------------------- | --- | --- | --------------------------------------------------------------------------------------------------- |
| Командное первенство  | СССР · Светлана Гроздова · Нелли Ким · Ольга Корбут · Эльвира Саади · Мария Филатова · Людмила Турищева | Румыния · Теодора Унгуряну · Анка Григораш · Габриела Трушкэ · Надя Комэнеч · Марьяна Константин · Жоржета Габор | ГДР · Карола Домбек · Гитта Эшер · Керстин Гершау · Ангелика Хелльман · Марион Кише · Штеффи Крекер |
| Абсолютное первенство | Надя Комэнеч Румыния                                                                                    | Нелли Ким СССР                                                                                                   | Людмила Турищева СССР                                                                               |
| Опорный прыжок        | Нелли Ким СССР                                                                                          | Людмила Турищева СССР Карола Домбек ГДР                                                                          | Не присуждалась                                                                                     |
| Брусья                | Надя Комэнеч Румыния                                                                                    | Теодора Унгуряну Румыния                                                                                         | Марта Эгервари Венгрия                                                                              |
| Бревно                | Надя Комэнеч Румыния                                                                                    | Ольга Корбут СССР                                                                                                | Теодора Унгуряну Румыния                                                                            |
| Вольные упражнения    | Нелли Ким СССР                                                                                          | Людмила Турищева СССР                                                                                            | Надя Комэнеч Румыния                                                                                |